# ثنائي كلورو ثنائي فينيل ثلاثي كلورو الإيثان
ثنائي كلورو ثنائي فينيل ثلاثي كلورو الإيثان أو كما يعرف باختصاره الشهير دي دي تي DDT مبيد حشري استعمل على نطاق واسع لمكافحة الآفات الحشرية، ويعد من أفضل المبيدات الحشرية من حيث الفعالية، إلا أن الآثار السلبية للمركب وبعض نواتج تحلله في التربة على البيئة بشكل عام وتأثيره المخرب على البيئة الحيوانية بشكل أدى إلى تضاؤل استعماله بشكل كبير.

## الخواص
عديم اللون والرائحة، لا ينحل في الماء.

## الاستعمالات
يستعمل كمبيد حشري.

## التاريخ
كانت البداية عندما استطاع العالم Othmar Zeidler «أو ثمار زيدلر» تصنيع هذا المركب وذلك عندما كان طالبا في جامعة ستراسبورغ ولكنة لم يكن يعلم عن قيمة ما حضرة من مركب كيميائي!
وجاء عام 1939حيث أعاد العالم ميولر "Paul Müller " تصنيع DDT في سويسرا، وكانت المفاجأة إن اكتشف فاعليته الخطيرة كمبيد حشرى فتاك ! عندة القدرة الرهيبة على الفتك باى حشرة ايا كانت ! حيث اكتشف إن شدة سميتة ترجع إلى إن الجزء CHCCl3 يذوب في النسيج الدهنى للحشرة فيبيدها على الفور.
ولدرجة أنة استخدم أيضا في الهند، وكان من نتيجة استخداماتة المذهلة لمكافحة البعوض الناقل لجرثومة الملاريا، انخفض عدد المصابين بالملاريا من 100 مليون عام 1933 إلى 150 ألفاً عام 1966!!

## الآثار السلبية
في أوائل الخمسينيات لاحظ علماء الطبيعة أن قشور بيض النسور الصلعاء تزداد رقة، بالإضافة إلى انخفاض شديد في أعدادها!
وبدأت رحلة البحث عن الأسباب, مع إن الثابت إن هذا المبيد صنع من أجل السيطرة على الأمراض، ولزيادة الإنتاج الزراعي، ولتحسين مستوى المعيشة ككل؛ حيث إنها تستخدم كمبيدات حشرية زراعية ومنزلية، ولكن واقعيًا تسببت هذه الكيماويات في تهديد خطير للتنوع الحيوي biodiversity ولصحة الإنسان، وبما أن مخاطرها أكثر بكثير من منافعها فلم يعد لاستخدامها أي مبرر.
فD.D.Tمركب ثابت مما يضمن استمرار فاعليتة لمدة طويلة وبذلك يريحنا من عناء تكرار رشة ولكنة ظهرت مشاكل بيئية خطيرة من استخدامة، حيث إن بقاءة في البيئة دون تحلل أدى لقتلة لكثير من الحشرات النافعة مثل النحل أو الفراشات والتي تحتاجها الأزهار لإتمام عملية التكاثر ,كما قضى عل حشرات نافعة كانت تتغذى على حشرات ضارة أي اخل بالتوازن البيولوجى للطبيعة بل الأكثر من ذلك وجد أنة قد تسرب مع مياة الأمطار إلى الأنهار والبحيرات وتسبب في قتل الكثير من الأسماك والكائنات البحرية وبالتالي تسرب إلى السلسلة الغذائية وبالطبع إلى الإنسان!
وللملوثات العضوية الدائمة مثل D.D.T خاصية تسمى (بالتكبير البيولوجى), بمعنى أنها تدخل إلى الكائنات الحية عن طريق طعامها أو مائها أو عن طريق الاحتكاك المباشر بها أو استنشاقها، ثم تبقى داخل ذلك الكائن الحي، تستمر هذه الملوثات في التركيز كلما انتقلت إلى أعلى السلسلة الغذائية؛ حتى تصل إلى الحيوانات في قمة السلسلة بما في ذلك الإنسان؛ حيث توجد أعلى التركيزات لهذه الملوثات. تتحلل هذه الملوثات ببطء شديد؛ حيث تستمر عالقة في البيئة أو في الأنسجة البشرية لسنين طويلة!
ومن الغريب أنه أثناء رحلة علمية لمنطقة القطب الجنوبي , هذة المنطقة النائية والبعيدة كل البعد عن اقرب عمران وجدت اثأر من مبيد D.D.T في حيوانات القطب الجنوبي دون تحلل!!

## قرارات
وفي عام 1973 صدر أول قرار بحظر استخدام DDT في الولايات المتحدة الأميركية وأوروبا. ومن المفارقات أن السويد التي منحت جائزة نوبل لـ ميولر على اكتشافه فاعلية DDT كانت أول دولة تمنع استخدامه!!!

## معرض صور

## اقرأ أيضاً
- توكسافين